# Ermita de Sant Sebastià de Cistella
Ermita de Sant Sebastià de Cistella és una església del municipi de Cistella (Alt Empordà) inclosa en l'Inventari del Patrimoni Arquitectònic de Catalunya.

## Descripció
Antiga esglesiola situada als afores del poble, de planta rectangular teulat a dues vessants i cantonades carreuades. Aquesta esglesiola tenia una porta adovellada d'arc de mig punt i finestres a cada costat que van desaparèixer en canviar d'ús. El que sí que es conserva és un petit òcul a la façana principal.